# Falsáv

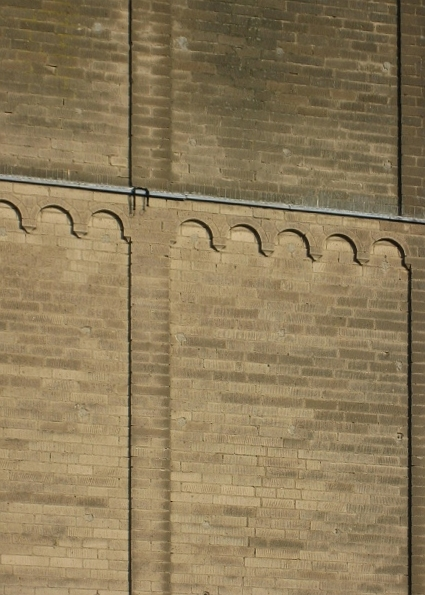
Falsávok egy templomon

A falsáv (lizéna, lizéne): a fal síkjából kiálló, a falpillérnél kevésbé kiülő, pillért utánzó, hosszúkás négyszög alakú kifalazás vagy vakolatsáv. Nincs lábazata, és a pilasztertől eltérően fejezete sincs. Eredeti funkciója a szerkezet erősítése (kifalazás), amit mindinkább az építészeti tagozás (vakolatsáv) váltott fel.
A téglából kifalazott lizénák kötéseit az általános szabályok szerint készítik; az álló hézagok homlokoldali, negyed téglás eltolódását úgy biztosítják, hogy a két rövid oldalon falvéget alakítanak ki:
- Ha a falsáv kiállása negyed téglányi vagy annak páratlan számú többszöröse, akkor a falvég kötéséhez lesarkított háromnegyedes téglák is kellenek.
- Ha a falsáv hossza fél tégla páros számú többszöröse, a kétoldali falvéget rétegenként szimmetrikusan alakítják ki, míg ha e méret a negyed tégla páratlan számú többszöröse, úgy ez aszimmetrikus lesz. Ilyenkor, ha a fal mindkét oldala nyersen marad, a helyes homlokzati hézagrajz érdekében a fal belsejét a háromnegyedes téglák helyett negyedes és fejelő téglákkal építik.